# 多里阿巴德
多里阿巴德，是孟加拉国巴里萨尔专区巴里萨尔县的一个村庄。